# Octavia V. Rogers Albert
Octavia Victoria Rogers Albert (24 de desembre de 1853 – 19 d'agost de 1889) fou una escriptora i biògrafa negra estatunidenca. Va documentar l'esclavitud als Estats Units a través d'una col·lecció d'entrevistes amb ex-esclaus en el seu llibre The House of Bondage, o Charlotte Brooks and Other Slaves que fou editat per porthumously el 1890.

## Vida i obra
Va néixer amb el nom d'Octavia Victoria Rogers a Oglethorpe, Geòrgia, on va viure com esclava fins que es va emancipar. Va estudiar per ser mestre a la Atlanta University. Octavia Rogers va aprendre a ensenyar com una forma d'adoració i servei cristià. Va treballar com a mestre per primera vegada a Montezuma, Geòrgia.
Es va casar als 21 anys, el 1874, amb el també mestre, el Dr. Aristide Elphonso Peter Albert, amb el que van tenir la seva filla, Laura T. Albert. El 1875 Octavia es va convertir a l'Església Metodista Episcopal Africana, que estava sota el ministeri d'Henry McNeal Turner, un Congressista i activista polític important. Després de la seva conversió, va començar a veure el fet d'ensenyar com una forma d'adoració i com una part del seu servei cristià envers els seus contemporanis. Mentre estava ensenyant a Montezuma, Georgia, tant ella i el seu marit van esdevenir forts defensors de l'educació i la "religió americana" mentre ensenyaven i escrivien lliçons a la casa seva. El seu marit fou ordenat ministre de l'Església Metodista Episcopal Africana el 1877. Poc després d'haver-se casat, van anar a viure a Houma, Luisiana.

### The House of Bondage, o Charlotte Brooks and Other Slaves
A Houma, Luisiana, Octavia Albert va començar a entrevistar a homes i dones que havien estat esclaus. Va conèixer a Charlotte Rierols per primera vegada el 1879 i va decidir que posteriorment l'entrevistaria amb altres antics esclaus de Louisiana. Aquestes entrevistes foren el material que va utilitzar per la seva col·lecció de narratives. Tot i que el seu llibre es focalitza molt en la història de Charlotte Brooks, Albert també hi va afegir les entrevistes d'antics esclaus John Goodwin, Lorendo Goodwin, Lizzie Beaufort, Coronel Douglass Wilson, i una dona coneguda com a Hattie. Les seves entrevistes i experiències van donar forma al seu llibre The House of Bondage, o Charlotte Brooks and Other Slaves, una barreja d'històries d'esclaus que exposarien la inhumanitat de l'esclavitud i els seus efectes en les persones. Albert, a l'escriure el seu llibre, tenia la intenció d'explicar les històries dels esclaus, la seva llibertat i l'ajust en una societat canviant per tal de corregir i crear història. Les històries de Charlotte Brooks i els altres finalment foren compilats en un llibre després de la mort d'Octavia, que fou publicat a Nova York per Hunt and Eaton el 1890. Octavia Albert va morir el 19 d'agost de 1889, abans que The House of Bondage hagués esdevingut conegut.